# Addio mia regina (film)
Addio mia regina (Les Adieux à la Reine) è un film del 2012, diretto da Benoît Jacquot e basato sull'omonimo romanzo di Chantal Thomas. Il film è una co-produzione franco-spagnola. È stato presentato il 9 febbraio 2012 come film di apertura in concorso per l'Orso d'oro al 62º Festival internazionale del cinema di Berlino.

## Trama
A Versailles, nel luglio del 1789, c'è una crescente agitazione negli ambienti vicini alla corona: nonostante nessuno creda davvero che l'ordine costituito stia per essere spezzato, si fanno piani di fuga in caso di necessità. Tra le dame della regina Maria Antonietta c'è Sidonie Laborde, che viene incaricata dalla sovrana di un piano rischioso: dovrà vestire i panni della duchessa de Polignac e accompagnare quest'ultima, travestita da cameriera, e il marito, travestito da valletto, durante la loro fuga in Svizzera.
In una scena del film, la regina confessa a Sidonie di essere innamorata di Gabrielle de Polignac.

## Promozione
Quattro sequenze del film sono state pubblicate il 31 gennaio 2012. Il primo trailer è uscito il 10 febbraio 2012.

## Distribuzione
In Italia è arrivato con cinque anni di ritardo, trasmesso direttamente in televisione su Sky Cinema Cult il 14 novembre 2017, poi distribuito da Eagle Pictures in DVD e Blu-ray Disc il 28 novembre successivo.

## Riconoscimenti
Il film ha ricevuto dieci candidature ai Premi César 2013, compresa quella per il miglior film, vincendo tre premi tecnici (migliore fotografia, migliore scenografia e migliori costumi).
- 2012 - Berlinale
  - Nomination Orso d'oro a Benoît Jacquot
- 2013 - Premio César
  - Migliore fotografia a Romain Winding
  - Migliore scenografia a Katia Wyszkop
  - Migliori costumi a Christian Gasc
  - Nomination Miglior film a Jean-Pierre Guérin, Kristina Larsen e Benoît Jacquot
  - Nomination Miglior regista a Benoît Jacquot
  - Nomination Migliore attrice protagonista a Léa Seydoux
  - Nomination Migliore adattamento a Gilles Taurand e Benoît Jacquot
  - Nomination Miglior montaggio a Luc Barnier
  - Nomination Migliore colonna sonora a Bruno Coulais
  - Nomination Miglior sonoro a Brigitte Taillandier, Francis Wargnier e Olivier Goinard
- 2013 - Premio Lumière
  - Nomination Miglior film a Jean-Pierre Guérin, Kristina Larsen e Benoît Jacquot
  - Nomination Miglior sceneggiatura a Gilles Taurand e Benoît Jacquot
- 2012 - Satellite Award
  - Nomination Miglior costumi a Christian Gasc e Valérie Ranchoux